# Дипломатически мисии на Судан
Това е списък на дипломатическите мисии на Судан по света, не включва почетните консулства.

## Европа
- Австрия
  - Виена (посолство)
- Азербайджан
  - Баку (посолство)
- Белгия
  - Брюксел (посолство)
- България
  - София (посолство)
- Великобритания
  - Лондон (посолство)
- Германия
  - Берлин (посолство)
- Италия
  - Рим (посолство)
- Норвегия
  - Осло (посолство)
- Румъния
  - Букурещ (посолство)
- Русия
  - Москва (посолство)
- Франция
  - Париж (посолство)
- Нидерландия
  - Хага (посолство)
- Чехия
  - Прага (посолство)
- Швеция
  - Стокхолм (посолство)

## Северна Америка
- Канада
  - Отава (посолство)
- САЩ
  - Вашингтон (посолство)

## Близък изток
- Ирак
  - Багдад (посолство)
- Иран
  - Техеран (посолство)
- Йемен
  - Сана (посолство)
- Йордания
  - Аман (посолство)
- Катар
  - Доха (посолство)
- Кувейт
  - Кувейт (посолство)
- Обединени арабски емирства
  - Абу Даби (посолство)
- Оман
  - Маскат (посолство)
- Саудитска Арабия
  - Рияд (посолство)
  - Джида (генерално консулство)
- Сирия
  - Дамаск (посолство)
- Турция
  - Анкара (посолство)

## Африка
- Алжир
  - Алжир (посолство)
- Демократична република Конго
  - Киншаса (посолство)
- Джибути
  - Джибути (посолство)
- Египет
  - Кайро (посолство)
- Еритрея
  - Асмара (посолство)
- Етиопия
  - Адис Абеба (посолство)
- Замбия
  - Лусака (посолство)
- Зимбабве
  - Хараре (посолство)
- Кения
  - Найроби (посолство)
- Либия
  - Триполи (посолство)
- Мароко
  - Рабат (посолство)
- Намибия
  - Виндхук (посолство)
- Нигерия
  - Лагос (посолство)
- Сомалия
  - Могадишу (посолство)
- ЮАР
  - Претория (посолство)
- Танзания
  - Дар ес Салаам (посолство)
- Тунис
  - Тунис (посолство)
- Чад
  - Нджамена (посолство)
- Централноафриканска република
  - Банги (посолство)

## Азия
- Китай
  - Пекин (посолство)
- Индия
  - Ню Делхи (посолство)
- Индонезия
  - Джакарта (посолство)
- Япония
  - Токио (посолство)
- Малайзия
  - Куала Лумпур (посолство)
- Пакистан
  - Исламабад (посолство)
- Южна Корея
  - Сеул (посолство)
- Тайланд
  - Банкок (посолство)

## Междудържавни организации
- - Адис Абеба - Африкански съюз
  - Брюксел - ЕС
  - Виена - ООН
  - Женева - ООН
  - Найроби - ООН
  - Ню Йорк - ООН
  - Париж - ЮНЕСКО